# هيلامين
الهيلامين (بالإنجليزية: Helamin)‏ عبارة عن مجموعة من المواد الكيميائية التي تستخدم في معالجة المياه. وهذا الاسم هو علامة تجارية مسجلة لشركة فيلترو، في جينيف، سويسرا.
 وقد ذكرت الشركة المصنعة أن معظم أنواع الهيلامين عبارة عن «خليط من البولي أمينات والبولي كربوكسيلات في محلول مائي»، ولكن بعض الأنواع تستفيد أيضاً من الأمينات المتطايرة، الأمونيا، المحاليل الكهربائية ذات الوزن الجزيئي المرتفع، البوليمرات العضوية، وأيضاً كسح الأكسجين المذاب.
ويعتبر الهيلامين أحد الملوثات التجارية ومثبطات التآكل حيث أنها تستخدم خصائص البولي أمينات الأليفاتية. وعلى النقيض من الطريقة التقليدية لمعالجة المياه، فإن عملها يستند على الحماية الوقائية للأسطح. ويقوم الهيلامين بتكوين فيلم أو طبقة وقائية (أي: إحدى الأنواع العديدة للأمينات المكونة للأفلام أو الطبقات الواقية)، والتي من شأنها أن تمنع التآكل وتراكم الملوثات على الجدر الجانبية للغلايات البخارية وأنظمة الأنابيب الخاصة بالمياه. ويحدث ذلك لأن مجموعة المواد الكيميائية في الهيلامين يحدث لها انجذاب تجاه الأسطح المعدنية والقابلة للتأكسد. ويتم عزل البلورات التي تتكون في وجود الهيلامين وذلك لأنها لا تستطيع أن تتجمع بمفردها، وبذلك يتم منع تماسك تلك الرواسب. وبالفعل يتم عمل إزالة تدريجية للرواسب السطحية التأكسدية المتواجدة. وبذلك تعمل الغلايات على تكوين طمي سائل دقيق يسهل إزالته منها.
ولا يتحلل الهيلامين بشكل كبير حتى في درجات الحرارة أو الضغط المرتفع المستخدم في الغلايات الحديثة تحت الحرجة الخاصة بمشاريع الطاقة المائية [بحاجة لمصدر]. ويمكن أن تعمل معالجات الهيلامين بنجاح في مولدات البخار وأنظمة أنابيب المياه الدافئة والساخنة ومحمصات البخار فضلاً عن دوائر التبريد، للتخفيف من حدة بعض المشكلات الصعبة المتعلقة بالتآكل وتراكم الملوثات. ومع ذلك، فإن التوصيل الكاتيوني للماء يتجه نحو الزيادة مع استخدام الهيلامين.